# Епифанович, Сергей Леонтьевич
Сергей Леонтьевич Епифано́вич (15 ноября 1886, Новочеркасск — 28 сентября 1918, Киев) — российский патролог и богослов. Экстраординарный профессор Киевской духовной академии (1918).

## Биография
Родился 15 ноября 1886 года в городе Новочеркасске Донской области в семье Леонтия Епифановича, преподавателя Донской духовной семинарии.
В 1900 году окончил Новочеркасское духовное училище, в 1906 году — Донскую духовную семинарию. В 1906 году поступил в Киевскую духовную академию, которую 1910 году окончил с отличием и со степенью кандидата богословия за сочинение о преподобном Максиме Исповеднике, с правом защиты магистерской диссертации без экзамена. Становление его как ученого происходило в контакте с лучшими представителями русской церковной науки. Он вел переписку со многими учеными, такими как профессор Киевской и Казанской духовных академий епископ Чистопольский Анатолий (Грисюк) — его научный руководитель в КДА, профессор МДА иеромонах Варфоломей (Ремов), А. И. Бриллиантов, Н. Н. Глубоковский, Ю. А. Кулаковский, прот. К. С. Кекелидзе, протоиерей Тимофей Лященко и других, а также с рядом зарубежных исследователей, сотрудничал с проф. М. Д. Муретовым. Незадолго до кончины он близко общался с приехавшим из Петрограда профессором СПбДА Н. И. Сагардой. Сохранившиеся письма свидетельствуют, что одной из главных целей этих контактов был обмен редкими в России научными изданиями и первоисточниками, необходимыми ему для работы.
В течение 1910/1911 учебного года состоял штатным профессорским стипендиатом для подготовки к преподавательской деятельности при академии по кафедре истории древней Церкви. 25 июля 1911 года был утвержден в должности преподавателя Киевской духовной академии по кафедре патрологии в звании исполняющего обязанности доцента с 16 августа 1911 года.
В начале 1913 года защитил магистерское диссертационное исследование «Преподобный Максим Исповедник: его жизнь и творения» (в 3 т.), получившее высокую оценку Совета КДА и похвальные отзывы профессоров КДА М. Н. Скабаллановича и Н. Ф. Мухина. Современники считали, что он являл собой идеал православного церковного ученого — синтез «дидаскала» и подвижника: «Как великие каппадокийцы в Афинах, он в Киеве знает только две дороги — в библиотеку и в храм».
С 1913 до кончины вёл преподавательскую и научную деятельность: читал в КДА лекции по патрологии I—V вв.; с 10 октября 1917 года был назначен также преподавателем греческого языка. Член Богоявленского при Киевской духовной академии братства для вспомоществования служащим в академии и студентам.
В период Первой мировой войны и последовавших революционных событий, несмотря на сложные условия, трудности с использованием научной литературы и ряд других проблем, продолжал научно-преподавательскую деятельность. На приглашение профессора и ректора Казанской духовной академии епископа Анатолия (Грисюка) переехать в Казань ответил отказом.
В 1918 году утвержден в звании доцента и избран экстраординарным профессором Киевской духовной академии.
Скончался 28 сентября 1918 года, после болезни.

## Публикации
- Преподобный Максим Исповедник и византийское богословие. — Киев: Тип. акц. о-ва «Петр Барский в Киеве», 1915. — 138 с.
  - Преподобный Максим Исповедник и византийское богословие / ред. В. П. Лега. — М. : Мартис, 1996. — 220 с.
  - Преподобный Максим Исповедник и византийское богословие. — [Б. м.] : Мартис, 2003.
  - Преподобный Максим Исповедник и византийское богословие. — Репр.: Киев, 1915. — Сергиев Посад : Свято-Троицкая Сергиева Лавра, 2011. — 140 с. — ISBN 978-5-903102-58-7
- По поводу книги М. Ф. Оксиюка: Эсхатология св. Григория Нисского. [Рецензия]. — /Киев/: Тип. акц. о-ва «Петр Барский в Киеве», /1917/. — 32 с. — (Отд. отт.: Труды Киевской духовной академии).
- Материалы к изучению жизни и творений преп. Максима Исповедника. — К. : тип. Университета св. Владимира, 1917.
- Патрология: Церковная письменность I—III вв.: Курс лекций, чит. студентам КДА в 1910—1911 гг.: 3 ч. / Под ред. доц. МДА Н. И. Муравьева. — Сергиев Посад, 1951. Маш.
  - Лекции по патрологии: (церковная письменность I—III веков): курс лекций, читанных студентам Киевской духовной академии / под общ. ред. Н. И. Муравьева; [предисл. П. К. Доброцветова, с. 3-24]. — Изд. 1-е. — Санкт-Петербург : Воскресенiе, 2010. — 607 с. — ISBN 5-88335-064-X
- Максим Исповедник, прп. «Вопросоответы к Фалассию»: Пер. с коммент. // БВ. 1916—1917 (переизд.: Максим Исповедник, прп. Творения. М., 1993. Т. 2);
- Библиографическая заметка на кн. свящ. Д. А. Лебедева «Антиохийский Собор 324 г. и его послание к Александру, еп. Фессалоникскому». СПб., 1911 // Труды КДА. 1913. — Янв. — С. 126—168;
- Св. Александр Александрийский и Ориген // Труды КДА. 1915. Сент. — нояб. — С. 245—283;
- Псевдо-Евлогий // Труды КДА. 1917. Янв.- февр. С. 132—143
  - Псевдо-Евлогий // Преп. Максим Исповедник и византийское богословие. М., 1996. — С. 167—176.
- Преподобный Максим Исповедник, его жизнь и творения: в 2-х т. — Т. 1 / авт. предисл., авт. примеч. Ю. П. Черноморец, авт. примеч. Д. С. Бирюков, авт. предисл. митр. Антоний (Паканич). — Киев : Киевская Духовная академия ; Краснодар : Издательство «Текст», 2013. — 384 с. ; 21 см. — (Библиотека христианской мысли : исследования. Византийская философия ; Т. 13). — ISBN 978-5-990089-64-8
- Преподобный Максим Исповедник, его жизнь и творения: в 2-х т. — Т. 2 / авт. предисл., авт. примеч. Ю. П. Черноморец, авт. примеч. Д. С. Бирюков. — Киев : Киевская Духовная академия, 2013. — 400 с. ; 21 см. — (Библиотека христианской мысли : исследования. Византийская философия ; Т. 14). — ISBN 978-5-990089-65-5
- Оглавление магистерской диссертации С. Л. Епифановича (Подготовка текста и примечания В. В. Буреги) // Труди Київської духовної академії. № 29. — К., 2018. — С. 47-61.